# 이구택
이구택(李龜澤, 경기도 김포 출생, 1946년 3월 15일~)은 대한민국의 기업인이다. 1969년 3월, 포항제철 공채 1기 13명 중 한 명으로 입사하였다. 서울대 금속학과를 졸업한 이구택의 원래 꿈은 유학을 가는 것이었다. 하지만 그를 포항제철에 입사하도록 권유한 이가 있었으니 그가 바로 주임교수였던 윤동석 교수(포스코 전 부사장)였다. 그는 "철강을 지배한 민족이 세계를 지배해왔다네. 우리나라에 일관(종합)제철소가 성공하려면 자네처럼 제대로 공부한 인재가 필요할걸세"라고 조언하였다. 결국 이구택은 유학을 접고 포항제철 입사를 결정했다. 하지만 경상북도 영일군 대송면에 자리 잡은 포항제철 건설현장을 첫대면하던 순간 이구택은 입을 다물지 못했다. 해안과 맞닿은 350평 부지를 가득 메우고 있는 것은 온통 모래펄이고 준설을 위해 파 올린 진흙 모래들만 펼쳐져 있을 뿐이었기 때문이었다. 포항제철이라는 간판만 내걸었지 공채 1기가 입사한 뒤로도 포항제철소는 착공조차 시작되지 않고 있었다. 공장을 짓는데 필요한 자금이 전혀 준비되지 않았기 때문이었다.  이후 이구택은 현장 밑바닥부터 경험을 쌓으며 1982년부터 1994년까지 수출, 경영정책, 신사업 등 핵심부서와 보직을 두루 거치며 폭 넓은 경험을 쌓았다. 2003년 유상부 전 회장에 이어, 회장직에 올랐으며, 2007년 2월에 회장직을 연임(임기 3년)하였으나, 2009년 3월 중도 퇴임하였다. 재직중 국제철강협회(World Steel Association) 회장을 역임하기도 했다. 포항공과대학교의 7대 이사장으로도 재직했다.